# Кумурлы
Кумурлы (баш. Көмәрле) — село в Липовском сельсовете Архангельского района Республики Башкортостан России.
Находится на правом берегу реки Инзер.

## История
Название происходит от слова "уголь" (башк. Күмер). Күмерле, отсюда и Көмәрле. Раньше в этой местности делали уголь.

## Население
| 2002 | 2009 | 2010 |
| ---- | ---- | ---- |
| 319  | ↗335 | ↘296 |

Национальный состав
Согласно переписи 2002 года, преобладающая национальность — башкиры (81 %)

## Географическое положение
Расстояние до:
- районного центра (Архангельское): 27 км,
- центра сельсовета (Благовещенка): 7 км,
- ближайшей железнодорожной станции (Приуралье): 38 км.